# Двојница
Двојница је пети албум фолк-певачице Даре Бубамаре који је изашао 2001. године.